# 大学芋

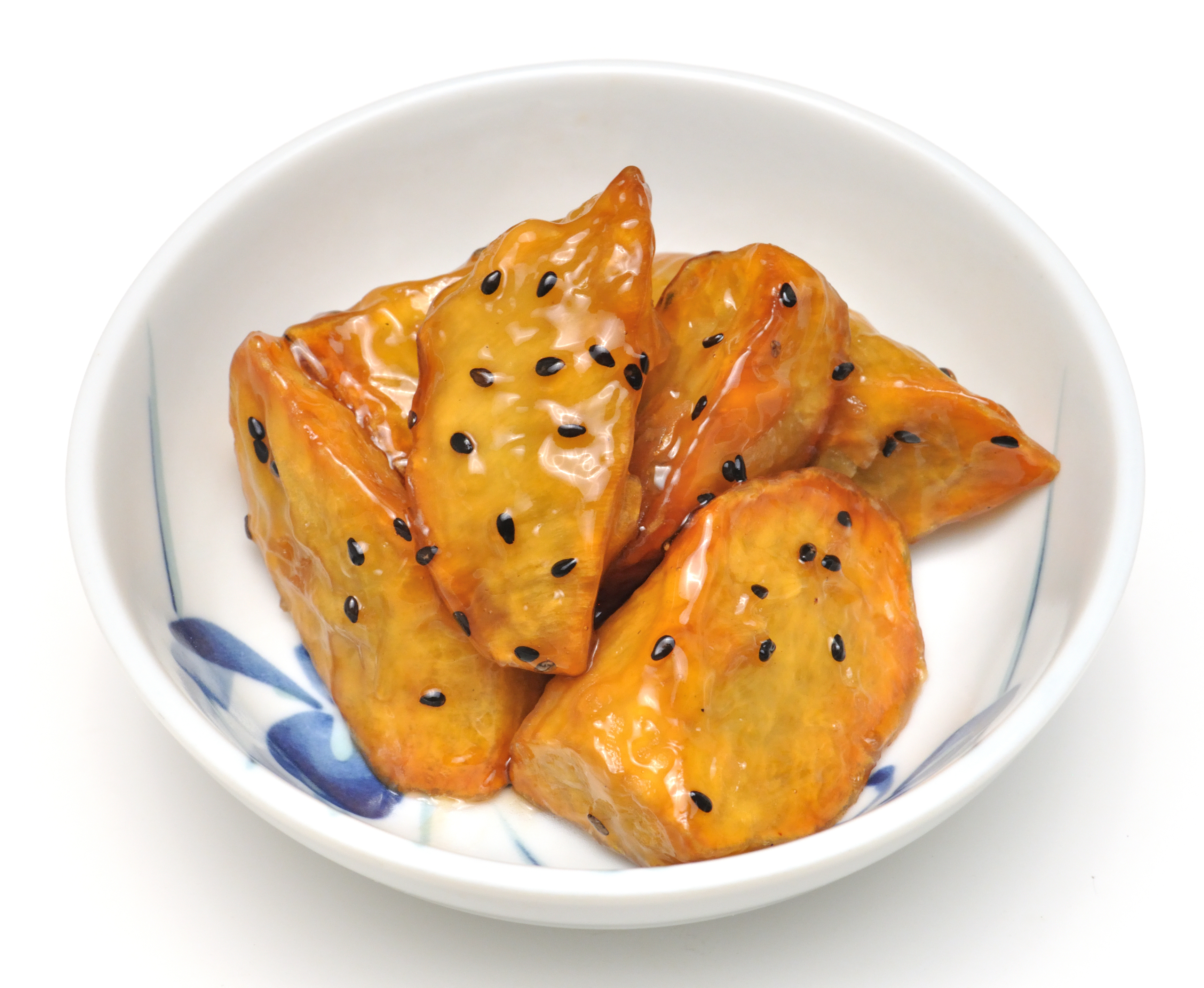
一般的な大学芋

大学芋（だいがくいも）は、油で揚げたサツマイモに糖蜜を絡めた菓子、あるいは料理である。揚げ菓子の一つ。

## 概要
家庭でも簡単に作ることができ、栄養価も高く、甘さと食べ応えがあることから、おやつとしての人気が高い。食用サツマイモの生産量が日本一の茨城県などでは、ごはんのおかずの一品として大学芋を食べることもある。

## 歴史
名前の由来には諸説あるが、大正から昭和にかけて、東京の神田近辺（学生街）で中央大学、明治大学などの大学生が好んで食べていたためという説や、昭和初期に東京大学の学生が学費を捻出するためにこれを作って売ったのが名前の由来だという説、台東氷業（東京都台東区雷門）による東京大学の赤門の前に三河屋というふかしいも屋があり、大正初期に蜜に絡めた芋を売ったのが大学生の間で人気を呼びこの名がついたという説などがある。三河屋は、1940年（昭和15年）まで門前で営業していた。
なお、1898年（明治31年）に平出鏗二郎が書いた『東京風俗志』では、東京の焼き藷の売り方として「丸焼・切焼・胡麻塩焼の類あれども、京阪に見るが如く輪切にして焼き、醤油を塗れるものなし。近時京都焼きと称して、間々これを学ぶものあれども、多く行われず。」と記しており、明治時代にサツマイモにゴマを合わせることは一般的であったことと、焼き藷屋が味付けをすることが始まっていたことが知れる。    
2020年には鹿児島県からアメリカ合衆国への輸出が行われた。

## 類似の食品

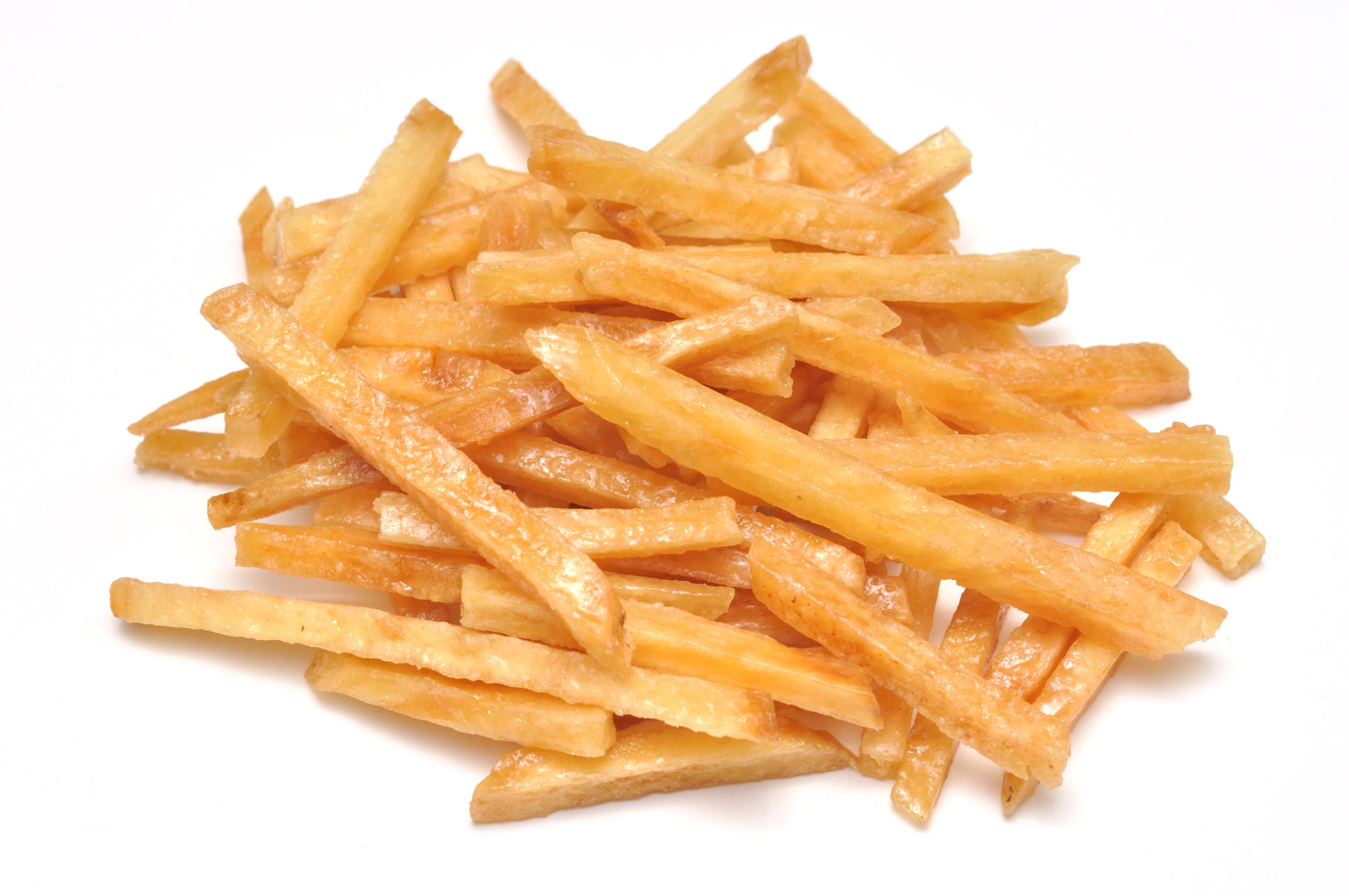
芋ケンピ

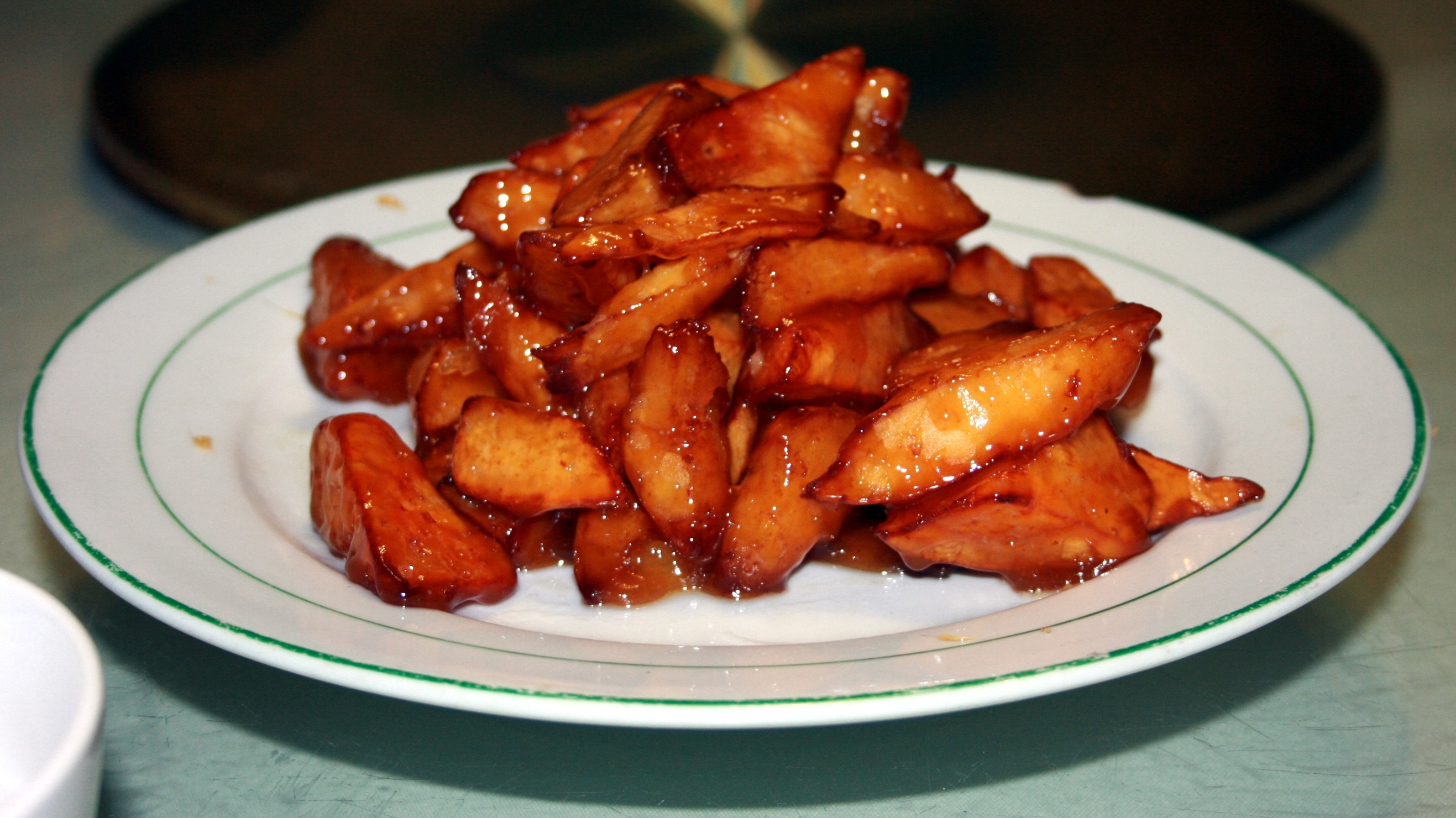
山東料理の拔絲地瓜

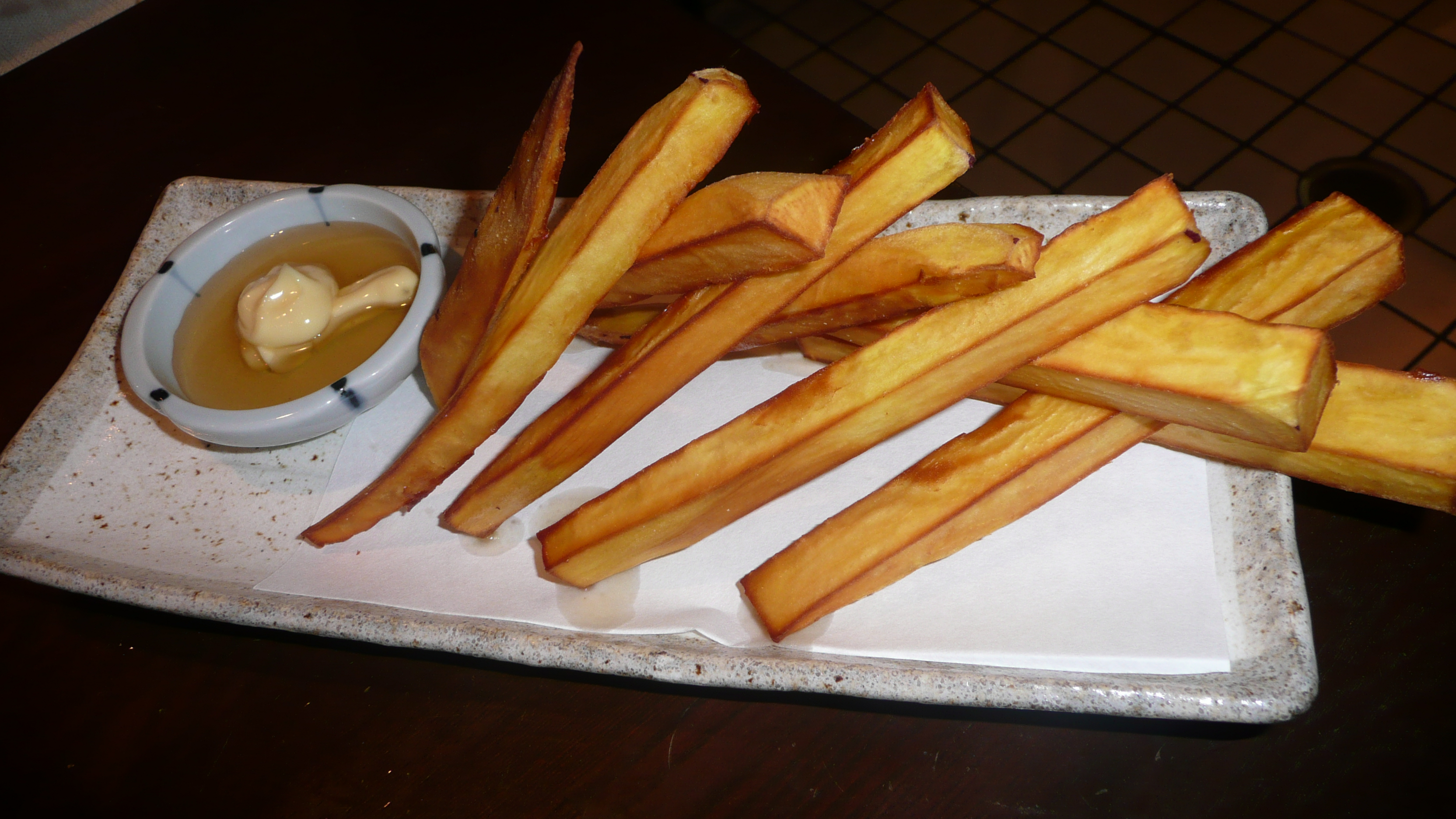
サツマイモのから揚げ

大学芋とは似ている料理や菓子がある。

### 中国料理
中国には、華北を中心に、サツマイモの飴がけである「拔絲白薯」（バースーバイシュー、básī báishǔ。北京）、「拔絲紅薯」（バースーホンシュー、básī hóngshǔ。洛陽、太原など）、「拔絲地瓜」（バースーディーグワ、básī dìguā。ハルビン、済南、台湾など）がある。「拔絲」は外科手術の抜糸ではなく、「糸を引く」という意味で、飴がけ技法を表しており、後ろの語の違いはいずれもサツマイモを表す各地の呼び方の違いである。日本の北京料理店などの中華料理店でも食後の点心として提供されている。
大学芋とは、サツマイモを素揚げするところまでは同じだが、仕上げ方法が違う。
まず、ゴマを振ることは少なく、例外的に台湾などで白ゴマを振る例がある程度。
また、全般にからめる飴の濃度が濃いので、熱いうちに取り分けないと、芋と芋、あるいは、芋と皿がくっついてしまう。このため、作りたての熱い内に供すことが必要で、各自が大皿から取り分け、別途、碗に用意しされた冷水にくぐらせ、冷やし固めながら食べる。作りたてのものを大皿から取り分けるとき、飴が糸を引くので、たいていテーブルに細い飴が散乱する。中国の華北ではサツマイモ以外にも、ヤマイモ、リンゴ、バナナなどの食材で同様のものを作ることも多い。
「拔絲」に使う飴は、「油拔」（ヨウバー、yóubá）と「水拔」（シュイバー、shuǐbá）に大別できる。
「油拔」は、サツマイモなどを揚げるのに使った中華鍋に油を少し残し、砂糖だけを加えて、中火で飴を作る。大量に作る場合に早くできる利点があるが、扱い慣れている人でないと、焦がしたり、うまく素材に絡められなかったりする難点がある。
一方、「水拔」は、中華鍋に少量の水を入れ、砂糖を加えて、弱火でかき混ぜながら徐々に水をとばして行く方法で、徐々に黄金色に変化してゆくので素人にも扱いやすいが、時間は多くかかる。
なお、ヤマイモを使った「拔絲山薬」は1935年（昭和10年）に出版された『支那料理』にも掲載されていて、「水拔」を紹介している。それよりも薄い蜜を使ったヤマイモの天ぷらの蜜がけは、1912年の『実用家庭支那料理法』に「蜜餞山薬」として紹介されており、また、1926年の『最新割烹指導書 後編』には素揚げのヤマイモの飴がけ「山薬糖衣」が紹介されている。

### 中華ポテト
近畿地方では「中華ポテト」と呼ばれるものが、中華料理店などで供されている他、デパートやスーパーマーケットでの販売もあり、家庭でおやつとしてしばし作られることもある。もともと「芋の飴炊き」として知られていたものだが、大阪府守口市に本社を持つ白ハト食品工業が1975年に店頭販売を開始し、その名が広がった。中華ポテトは、ゆるい蜜がかかった大学芋とは異なり、中国の「拔絲地瓜」などに近い飴が固まりパリパリになったものである。販売用のものは、周りを水で冷やし固めて、取り分けやすいようにしてある。
背景に、大阪の中華料理店は歴史的に山東省の調理人が多かったため、華北地方で一般的な「拔絲地瓜」を出す店舗が多かった経緯がある。

#### チャイナポテト、ナチュラルスティックポテト
「チャイナポテト」は白ハト食品工業のサツマイモ菓子チェーン店「らぽっぽ」が2002年から2007年に販売していた商品。中華ポテトのような飴をかけてから冷凍したもので、少し常温で戻して食べると、中が冷たいという変わった食感があった。
現在は、細切りのサツマイモ（茨城県産「紅こがね」）を使い、ゴマではなく、アーモンドスライスをまぶした、冷凍しない「ナチュラルスティックポテト」という中華ポテトの一種に切り替わっている。